# گیم‌لافت

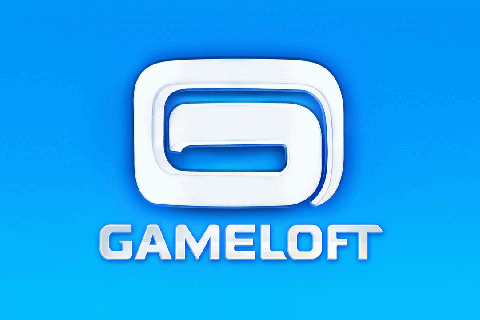

گیم‌لافت (به انگلیسی: Gameloft) نام شرکتی واقع در پاریس فرانسه است که بازی‌های ویدئویی منتشر می‌کند و در سراسر جهان نمایندگی دارد.
این شرکت که توسط برادران ژیلموت، بنیان‌گذاران و مالکان شرکت بزرگ بازی‌های ویدئویی یوبی سافت افتتاح شد، عمدتاً بازی‌های موبایل دارای سیستم جاوا، برو (مخصوص گوشی‌های وایرلس)، سیستم عامل سیمبیان و هم چنین اِن-گیج تولید می‌کند. گیملافت هم چنین بازی‌هایی برای کنسول‌های پلی استیشن ۳ و پلی استیشن پرتابل، نینتندو دی اس و وی، اکس باکس ۳۶۰ و زیبو و هم چنین دیگر سیستم‌ها از جمله آی اُ اِس، وب اُ اِس شرکت اپل، اندروید شرکت گوگل، ویندوز موبایل، بلک بری و هم چنین سیستم عامل‌های ماک و ویندوز کامپیوتر بازی منتشر می‌کند.
گیملافت طبق توافقاتی که با شرکت‌های بزرگ ارائه دهنده خدمات موبایل، سازنده گوشی موبایل و فروشگاه اینترنتی این شرکت دارد، از شبکه پخش در بیش از ۸۰ کشور دنیا برخوردار است و بازی های پرطرفداری مثل آسفالت را ساخته و توسعه داده است.

## تاریخچه
این شرکت که در سال ۱۹۹۹ تأسیس شد، در اواخر سال ۲۰۰۷، چهار هزار خدمه استخدام کرد، که این رقم ۵۹ درصد از پایان سال ۲۰۰۶ بیشتر بود. گیملافت هم چنین اعلام کرد درآمد ۹۲ میلیون دلاری این شرکت در سال ۲۰۰۶ به ۱۴۰ میلیون دلار در سال ۲۰۰۷ و ۱۴۷ میلیون دلار در سال ۲۰۰۸ افزایش پیدا کرده‌است.

## پایه بازی
گیملافت برای پایه‌های بازی زیادی به خصوص نسخه کوچک پایه جاوا در گوشی‌های موبایل، نینتندو دی اس، پلی استیشن پرتابل، ان-گیج، گوشی‌های لمسی آی پد، آی فون، نینتندو دی اس آی، پلی استیشن ۳، اکس باکس ۳۶۰، نینتندو وی و غیره بازی تولید می‌کند.

## جوایز و افتخارات
جایزه بازی‌های ویدئویی اسپایک در سال ۲۰۰۷:
- بهترین بازی موبایل سال:(آیین آدمکش)
- بهترین بازی اکشن موبایل:(آیین آدمکش)
- بهترین طراحی بصری:(آیین آدمکش)
- بهترین بازی اکشن:(قهرمانان:بازی رسمی موبایل)

جایزه بازی‌های ویدئویی اسپایک در سال ۲۰۰۸:
- بهترین بازی موبایل سال:(مهاجرت)

جایزه بازی‌های ویدئویی آی جی ان در سال ۲۰۰۷:
- بهترین بازی استراتژی گوشی‌های وایرلس:(قیام امپراطوری‌های فراموش شده)
- بهترین داستان بازی در گوشی‌های وایرلس:(ستاره پاپ آمریکایی:در مسیر شهرت)

جایزه بازی‌های ویدئویی آی جی ان در سال ۲۰۰۸:
- بهترین پایه بازی در گوشی‌های وایرلس:(قلعه ی جادو)
- بهترین فناوری گرافیکی در گوشی‌های وایرلس:(قهرمان اسپارتان؛ آی فون)
- بهترین بازی اکشن گوشی‌های وایرلس:(قهرمان اسپارتان؛ آی فون)
- بهترین بازی مسابقه‌ای\رانندگی گوشی‌های وایرلس:(آسفالت ۴:نخبگان رانندگی؛ آی فون)

## پادکست
پادکست گیملافت، در قالب پادکست ویدئویی، توسط این شرکت ارائه می‌شود. این پادکست عمدتاً بازی‌های آی پد، آی فون و آی پد لمسی را در فروشگاه اینترنتی آی تونز پوشش می‌دهد. نمایش در ابتدا توسط جاش گلدبرگ اجرا می‌شد، اما پس از ۲ قسمت به این مجری همکاری با نام نائومی بودون اضافه شد. این نمایش بیشتر روی پیش نمایش، اخبار و خصوصیات بازی‌های گیملافت، وقایع پیش رو و مسابقات شرکت تمرکز می‌کرد. گیملافت در تاریخ ۲۹ مه ۲۰۰۹ شروع به انتشار اولین قسمت این ویدئو کرد که در تاریخ ۱۰ نوامبر ۲۰۰۹ اولین قسمت پادکست به نمایش گذاشته شد.
تا کنون ۱۲ قسمت از این ویدئوها منتشر شده که از طریق وبگاه اشتراک ویدئوی یوتوب قابل مشاهده است.

## محصولات
این لیست بخشی از بازی‌هایی است که توسط گیملافت منتشر شده‌اند. (تمامی بازی‌ها قابل اجرا روی گوشی‌های موبایل هستند، بازی‌هایی که روی کنسول‌های دیگر قابل اجرا هستند داخل پرانتز آمده است)
- ۱۰۱ (یک در برابر ۱۰۰)
- ۱۰۰۰ کلمه
- آبراکادابال (توپ جادویی) بازی توپ جادویی
- حمله هوایی ۱۹۴۴
- جنگجوی تنها (آی اُ اِس، آی پد لمسی) بازی جنگجوی تنها
- گانگستر آمریکایی بازی گانگستر آمریکایی
- ستاره پاپ آمریکایی (در مسیر شهرت)
- آسفالت: مسابقات درون شهری بازی آسفالت
- آسفالت مسابقات درون شهری۲ بازی آسفالت
- آسفالت ۳: قوانین خیابان (ان-گیج، سامسونگ کربی)
- آسفالت ۴: نخبگان رانندگی (آی اُ اِس، ان-گیج، موبایل، دی اس آی ویر)
- آسفالت ۵ (آی اُ اِس، پالم پری)
- آسفالت ۶: آدرنالین
- آسفالت ۷:حرارت
- آسفالت۸:هوابرد

آسفالت9:افسانه ها
- آسفالت: مسابقه نیترو (۳ بعدی)
- نبرد در راه رسیدن به کاخ سفید
- جنگ‌های بایلاوت (آی اُ اِس)
- بیولف (یازی موبایل)
- شمشیر خشم (آی اُ اِس)
- دیوار شکن (وی، آی اُ اِس، ان-گیج، موبایل)
- دیوار شکن ۲
- دیوار شکن ۳:نامحدود
- پیکار مغز (وی، آی اُ اِس، دی اس، پلی استیشن ۳، اکس باکس، ان-گیج، پلی استیشن پرتابل، موبایل)
- پیکار مغز ۲ (آی اُ اِس)
- پل ادیسه (آی اُ اِس)
- برادران ارتشی بازی برادران ارتشی
- برادران ارتشی (هنر جنگ) گیم برادران ارتشی
- برادران ارتشی (دی اس)
- برادران ارتشی:
- برادران ارتشی:زمان قهرمانان
- برخورد توپ
- گربه‌ها
- قلعه
- قلعه جادو بازی قلعه جادو
- شطرنج کلاسیک
- شطرنج و تخته کلاسیک
- استاد بزرگ شطرنج
- چاک نوریس
- احساس مشترک
- سی اس آی :میامی
- سی اس آی:بازی موبایل
- عشق یا دردسر
- عشق یا دردسر ۲
- معامله
- بیسبال حرفه‌ای درک جتر ۲۰۰۸
- بیسبال واقعی درک جتر
- خانه داران از جان گذشته
- یورش الماس
- الماس پیچان
- جان‌سخت ۴
- سگ‌ها
- راننده
- راننده:محرمانه لس آنجلس
- شکارچی زندان
- جیم کرم خاکی
- فراری:تحول
- گانگستر:شهر جنایت
- گانگستر ۲:پادشاهان لس آنجلس
- گانگستر:نبرد ساحل غربی
- گانگستر ۳:رفع اتهام در میامی
- جشن خانه اشباح
- توپ‌های طلایی
- آناتومی‌گری :بازی موبایل
- مسابقه بزرگ:آکادمی رانندگی
- افسانه گیتار
- نوازندگان گیتار راک
- نوازندگان گیتار راک ۲
- قهرمان اسپارتان
- قهرمانان
- آواتار جیمز کامرون
- کریکت حرفه‌ای کوین پیترسون
- قهرمانان ناک اوت
- شب‌های لاس وگاس
- بیاین گلف بازی کنیم
- بیاین گلف بازی کنیم ۲
- بیاین بولینگ بازی کنیم
- گمشدگان
- اسنوبرد
- امپراتوری شهرهای میلیونی
- شب‌های میامی: تنها در شهر
- شهرهای میامی: شهر مال شماست
- بولینگ نیمه شب
- بولینگ نیمه شب ۲
- پوکر نیمه شب
- پک بازی‌های نیمه شب
- بیلیارد نیمه شب
- بیلیارد نیمه شب ۲
- بیلیارد نیمه شب ۳ بعدی
- نیرو و جادو
- نیرو و جادو ۲
- پوکر میلیون دلاری با گاس هنسن
- نبرد مدرن: طوفان شن
- نبرد مدرن ۲: اسب بالدار سیاه
- پین بال
- نبرد نیروی دریایی: فرمانده عملیات
- بسکتبال حرفه‌ای ان بی اِی ۲۰۱۰
- شب‌های نیویورک: موفقیت در شهر
- شب‌های نیویورک ۲: دوستان همیشگی
- ان اف ال ۲۰۰۸
- ان اف ال ۲۰۰۹
- ان اف ال ۲۰۱۰
- مخلوقات کابوس
- رسالت نینجا
- مسابقات نیترو
- مسابقات نیترو ۲
- توتال کونگوست
- فصل شکار
- مهاجرت
- مهاجرت ۲: در جستجوی طلا
- حیوانات اهلی
- بازی جواهرات پاریس هیلتون
- سولیتیر
- سولیتیر ۲
- سولیتیر ۳
- سودوکو
- عطش بازی
- مدرن کمبت: طوفان شن
- مدرن کمبت ۲: پگاسوس سیاه
- مدرن کمبت ۳: ملت افتاده
- مدرن کمبت ۴: لحظهٔ بحرانی
- مدرن کمبت ۵: خاموشی
- دراگون مانیا